# Хальмеръяха (приток Пурпе)
Хальмеръяха — река в России, протекает по Ямало-Ненецкому АО. Устье реки находится в 153 км от устья по левому берегу реки Пурпе. Длина реки составляет 32 км.
Исток — в болотистой местности.
Впадают реки Хальмертаркаяха (устар. Хальмер-Яха-Тарка), Поръяха.

## Данные водного реестра
По данным государственного водного реестра России относится к Нижнеобскому бассейновому округу, водохозяйственный участок реки — Пур. Речной бассейн реки — Пур.
Код объекта в государственном водном реестре — 15040000112115300056834.